# Ландольфи, Томмазо
Томмазо Ландольфи (итал.  Tommaso Landolfi, 9 августа 1908, Пико, Казерта, ныне Фрозиноне — 8 июля 1979, Рончильоне) — итальянский писатель и переводчик.

## Биография
Из аристократической семьи, в двухлетнем возрасте потерял мать. Учился в Риме и Флоренции, защищал диплом по творчеству Ахматовой (1932). Как писатель дебютировал в 1929. Публиковался в журналах Флоренции и Рима. За противодействие фашистскому режиму провёл месяц в тюрьме (1943). После войны активно публиковался, хотя не принадлежал к общепринятым направлениям эпохи (реалистическим и «левым»), оставаясь в стороне как страстный игрок и романтический денди в жизни, гротескный фантаст и барочный стилист, изобретательный словотворец в литературе. Переводил русскую, французскую и немецкую словесность — как прозу, так и стихи (Пушкин, Лермонтов, Гоголь, Достоевский, Тютчев, Тургенев, Лесков, Чехов, Бунин, Нодье, Мериме, братья Гримм, Гофман, Гофмансталь, Кафка). Развивал близкую к сюрреализму гротескно-фантастическую линию в итальянской прозе (Савинио, Буццати).

## Признание
Его творчество высоко оценили Эудженио Монтале, Итало Кальвино, Харольд Блум. Лауреат крупнейших итальянских литературных премий Стрега, Кампьелло, Виареджо, Багутта и др. При жизни известный узкому кругу ценителей, в настоящее время причисляется к крупнейшим итальянским писателям XX века.

Опубликованный впервые в 1947 году небольшой роман «Осенняя история» — одно из самых загадочных и сложных его произведений. Вроде бы речь в нём идет о реалиях только что завершившейся Второй мировой войны. Вроде бы главный герой — боец Сопротивления, скрывающийся на юге Италии в замке нелюдимого чудака-аристократа и трагически влюбившийся в хозяйскую дочку. Но как-то уж больно эпически и отстраненно изложена эта типично неореалистическая история, слишком много в ней неясного, мистического, просто психопатического.— Михаил Визель, TimeOut Москва
К 100-летию со дня рождения писателя в Италии были выпущены памятные почтовые марки в честь Томаззо Ландольфи.

## Творчество

### Новеллы
- Диалог о главнейших системах (итал. Diálogo dei massimi sistemi) (1937)
- II mar delle blatte e altre storie (1939)
- La spada (1942)
- Il principe infelice(1943)
- Старые девы (итал. Le due zittelle) (1945)
- Cancroregina (1950)
- Ombre (1954)
- La raganella d’oro (1954)
- Ottavio di Saint-Vincent (1958)
- In società (1962)
- Tre racconti (1964)
- Невозможные рассказы (итал. Racconti impossibili) (1966) — сборник гротескно-фантастических новелл
- Sei racconti (1967)
- Le labrene (1974)
- A caso (1975)

### Романы
- La pietra lunare. Scene della vita di provincia (1939)
- Осенняя история (итал. Racconto d'autunno) (1947)
- Любовь нашего времени (итал. Un amore del nostro tempo) (1965)

### Стихотворения
- Landolfo VI di Benevento (1959, драматическая поэма).
- Breve canzoniere (1971)
- Viola di morte (1972)
- Il tradimento (1977)

### Дневники
- La bière du pecheur (1953)
- Rien va (1963)
- Des mois (1967)

### Другие сочинения
- Mezzacoda (1958)
- Se non la realtà (1960, статьи из периодики).
- Scene dalla vita di Cagliostro (1963, сценарий телефильма).
- Un paniere di chiocciole (1968, статьи из периодики).
- Le nuove filastrocche (1968)
- Фауст-67 (итал. Faust '67) (1969, пьеса)
- Gogol a Roma (1971, эссе)
- Del meno (1978)

### Публикации на русском языке
- Солнечный удар : Рассказы : Пер. с итал. / Томмазо Ландольфи; Составление Г. Киселева; Предисл. Л. Аннинского; Худож. Дж. Де Кирико. — М. : Известия, 1987. — 214,[2] с. : ил.; 17 см. — (Б-ка журн. "Иностр. лит.").
- Тараканье море = II mar delle blatte : Повесть : Пер. с ит. А. Велесика / Томмазо Ландольфи // Огонёк. — 1993. — № 29. — С. 2-11. — (Вкладка).
- Жена Гоголя и другие истории = La moglie di Gogol e altre storie : Избранное : Пер. с ит. / Томмазо Ландольфи; Сост. Г. Киселев. — М. : Аграф, 1999. — 732 с. : ил., портр.; 21 см. — (Speculum mundi. Зеркало мира). — ISBN 5-778-40053-5.
- Осенняя история : роман / Томмазо Ландольфи ; пер. с итал. Геннадия Киселева. — М. : Б.С.Г.-Пресс, 2005 (ГУП ИПК Ульян. Дом печати). — 206, [1] с.; 17 см.; ISBN 5-933-81177-7 (в пер.)